# Podoceropsis grasslei
Podoceropsis grasslei is een vlokreeftensoort uit de familie van de Photidae. De wetenschappelijke naam van de soort is voor het eerst geldig gepubliceerd in 2007 door Soto & Corona.